# Petr Kostka
 Petr Kostka (ur. 11 czerwca 1938 w Říčanach) – czeski aktor.

## Biogram
W latach 1957–1960 był studentem Wydziału Teatralnego Akademii Sztuk Scenicznych w Pradze, jednak studiów nie ukończył. Członek zespołów aktorskich Miejskich Teatrów Praskich (1960–1974), Teatru Narodowego (1974–1994) i Teatru na Vinohradach (od 1994).
Aktor o szerokiej rozpiętości ról. Najbardziej znany z filmów komediowych.
W 2023 roku został odznaczony Medalem Za Zasługi I stopnia.

## Role teatralne
- Šumbal (L. Stroupežnický, Naši furianti, 1979)
- Andrzej Bołkoński (A. N. Tołstoj, Wojna i pokój, 1975)
- Simon Doria (J. Vrchlický, Soud lásky, 1976)
- Don Manuel (P. Calderón de la Barca, La dama duende, 1980)
- Horacio (W. Shakespeare, Hamlet, 1982)

## Role telewizyjne
- serial Pod jednym dachem (Chalupáři) (1975)
- serial Inženýrská odysea (1979)
- serial Trzydzieści przypadków majora Zemana (30 případů majora Zemana) (1980)
- serial Sanitka (1984)
- serial Synové a dcery Jakuba Skláře (1986)
- serial Četnické humoresky (1997–2007)

## Filmografia
- Probuzení (1959)
- Wyższa zasada (Vyšší princip) (1960)
- Zielone horyzonty (Zelené obzory) (1962)
- Spanilá jízda (1963)
- Dwaj muszkieterowie (Bláznova kronika) (1964)
- Pierwszy dzień mego syna (1965)
- Zbrodnia w żeńskiej szkole (Zločin v dívčí škole) (1966)
- Tajemnica Aleksandra Dumasa (Tajemství velikého vypravěče) (1971)
- Paleta lásky (1976)
- Szpinak czyni cuda! (Což takhle dát si špenát) (1977)
- Jutro wstanę rano i oparzę się herbatą (Zítra vstanu a opařím se čajem) (1977)
- Pátek není svátek (1979)
- Właściwie jesteśmy normalni (V podstatě jsme normální) (1981)
- Jara Cimrman śpi (Jára Cimrman ležící, spící) (1983)
- Piękny Hubert (Fešák Hubert) (1985)
- Dva lidi v ZOO (1989)